# 9 Pegasi
9 Pegasi, som är stjärnans Flamsteed-beteckning, är en ensam stjärna belägen i den östra delen av stjärnbilden Pegasus, som också har Bayer-beteckningen g Pegasi. Den har en minsta skenbar magnitud på ca 4,35 och är svagt synlig för blotta ögat där ljusföroreningar ej förekommer. Baserat på parallaxmätning inom Hipparcosuppdraget på ca 3,5 mas, beräknas den befinna sig på ett avstånd på ca 925 ljusår (ca 276 parsek) från solen. Den rör sig närmare solen med en heliocentrisk radialhastighet av ca -23 km/s.
9 Pegasi definieras och används som MK-standardstjärna för spektraltypen G5 Ib.

## Egenskaper
9 Pegasi är en gul till vit superjättestjärna av spektralklass G5 Ib. Den har en massa som är ca 7 solmassor, en radie som är ca 61 solradier och utsänder ca 1 950 gånger mera energi än solen från dess fotosfär vid en effektiv temperatur på ca 4 900 K.
9 Pegasi är en misstänkt variabel, som har visuell magnitud som  varierar mellan +4,20 och 4,35 utan någon fastställd periodicitet.